# Kindia
Kindia   este un oraș  în  partea de vest a Guineei. Este reședința regiunii Kindia și a prefecturii omonime.